# Communauté d’agglomération du Nord Grande-Terre
Die Communauté d’agglomération du Nord Grande-Terre ist ein Gemeindeverband mit der Rechtsform einer Communauté d’agglomération im französischen Überseedépartement Guadeloupe. Sie wurde am 1. Januar 2014 gegründet und umfasst fünf Gemeinden auf der Nordseite der Insel Grande-Terre. Der Sitz befindet sich im Ort Port-Louis.

## Mitgliedsgemeinden
| Gemeinde                                        | Einwohner 1. Januar 2022 | Fläche km² | Dichte Einw./km² | Code INSEE | Postleitzahl |
| ----------------------------------------------- | ------------------------ | ---------- | ---------------- | ---------- | ------------ |
| Anse-Bertrand                                   | 4.232                    | 62,50      | 68               | 97102      | 97121        |
| Le Moule                                        | 22.924                   | 82,84      | 277              | 97117      | 97160        |
| Morne-à-l’Eau                                   | 15.839                   | 64,50      | 246              | 97116      | 97111        |
| Petit-Canal                                     | 8.206                    | 70,50      | 116              | 97119      | 97131        |
| Port-Louis                                      | 5.591                    | 44,24      | 126              | 97122      | 97117        |
| Communauté d’agglomération du Nord Grande-Terre | 56.792                   | 324,58     | 175              | –          | –            |